# Ray’s Kim Edm
 Ray’s Kim EDM , de son vrai nom Djasrabé Kimassoum Yilmian, est un artiste musicien, rappeur et slameur tchadien, né le 25 juin 1989 à N’Djamena,.

## Biographie

### Jeunesse et débuts
Ray’s Kim EDM, natif de la capitale N’Djamena, il a vécu une enfance marquée par les nombreuses affectations professionnelles de ses parents, qui l’ont conduit à résider dans plusieurs localités du Tchad, notamment Gounou-Gaya, Kélo, Djodo Gassa, Biltine et Bol. En 1996, après le décès de son père, sa famille s’est installée définitivement à N’Djamena.
Il commence ses premiers textes en 1999. L’année suivante, en 2000, il cofonde avec quelques amis le groupe Jeunes Rayons Solaires (JRS). Cependant, l’aventure prend fin prématurément lorsque certains membres, après l’obtention de leur baccalauréat, quittent le pays pour poursuivre leurs études supérieures. Par la suite, il intègre plusieurs groupes locaux, mais ces collaborations ne rencontrent pas le succès escompté. C’est finalement en 2006 qu’il prend la décision de se lancer dans une carrière solo.

### Carrière
En 2009, il est finaliste des sélections du festival Gabao Hip hop de Libreville au Gabon et en 2010, Ray’s Kim dévoile son premier opus, un album de huit titres intitulé Le Bilan. Trois ans plus tard, en 2013, il enrichit sa discographie avec un maxi single de cinq morceaux. En 2012, sa rencontre avec le célèbre chanteur Mawndoé marque un tournant dans sa carrière. Ensemble, ils initient un projet ambitieux visant à valoriser l'identité de la musique tchadienne, et plus particulièrement celle du rap. Ce travail collaboratif aboutit au titre emblématique Bunda Hip-Hop, extrait de l’album Kydanc de Mawndoé. Dès lors, Ray’s Kim adopte le bunda comme langue d’écriture et fait du bunda hip-hop le cœur et la signature de son univers musical.
En 2016, le rappeur dévoile son deuxième album, Bunda Phénomène. Depuis cette date, il enchaîne la sortie de plusieurs singles et multiplie les concerts. Prévue initialement pour mars 2021, la sortie de son troisième album, intitulé C’est le peuple, a malheureusement été retardée en raison de la pandémie de Covid-19,.
Après une pause imposée par ses obligations politiques, il fait son retour musical en 2025 avec deux titres percutants, « Baba » et « On est fâché ». Ces morceaux, marqués par un discours social, dénoncent la précarité socio-économique au Tchad, notamment le chômage persistant des diplômés et les conditions de vie difficiles de la population.
Parallèlement à cette sortie artistique, Rayskim EDM annonce un retour sur scène lors d’un concert événement prévu le 29 mars 2025 à N’Djaména. Celui-ci est présenté comme un moment clé de sa carrière, symbolisant à la fois sa réconciliation avec la musique et son engagement continu envers les causes sociales tchadiennes.

### Politique
Porte-parole de parti les Transformateurs.
26 janvier 2024, il a été nommé conseiller national de transition du Tchad.

## Distinction
- 2007, révélation de N’Djam Hip-Hop[9]
- 2010, meilleur rappeur à N’DjamVi[10]
- 2016, meilleur artiste de l’année  à Dari Awards[11]
- 2016, meilleur artiste rappeur de N’DjamVi
- 2017, nomination au Canal d’Or[12]
- 2017, meilleur rappeur à N’Djam  Hip-Hop
- 2018, meilleur rappeur  selon la plateforme VMTF (Valorisons la musique tchadienne avec fierté)[13].